# 제이크 질런홀
제이컵 벤저민 "제이크" 질런홀(영어: Jacob Benjamin "Jake" Gyllenhaal, 1980년 12월 19일 ~ )은 미국의 배우이다. 영화 감독의 스티븐 질런홀과 시나리오 작가 나오미 포너 질런홀의 아들이다. 《굿바이 뉴욕 굿모닝 내 사랑》(1991)로 스크린에 데뷔하였고, 아버지 스티븐 질런홀이 연출한 영화 《위험한 여인》(1993)과 《홈그라운》으로 연기 경력을 쌓기 시작했다. 영화 《옥토버 스카이》(1999)에서 호머 히캠 주니어 역할로 주목을 받기 시작했고, 인디 컬트 영화 《도니 다코》(2001)에서 혼란스러운 십대 역할로 호평을 받아 인디펜던트 스피릿 어워드 최우수 남우주연상에 후보로 지명되었으며, 누나인 배우 매기 질런홀과 극 중 속에서도 남매를 연기하였다. 그 후 또 다른 인디 영화 《굿 걸》과 재난 영화 《투모로우》에 출연해 대격변의 기후 상황에 처한 학생 역할을 연기했다.
2005년 질런홀은 제1차 이라크전으로 불리는 걸프전을 다룬 영화 《자헤드: 그들만의 전쟁》에서 앤서니 "스워프" 스워포드 역할을 연기했고,《브로크백 마운틴》에서 잭 트위스트 역할을 연기했다. 《브로크백 마운틴》에서의 연기가 비평가들에 호평을 받아 영국 아카데미 영화상(BAFTA)에서 최우수 남우조연상을 수상하였고, 미국 배우 조합상(SAG), 새틀라이트상과 미국 아카데미상 최우수 남우조연상 후보로 지명되었다. 이후 《조디악》, 《브라더스》, 《페르시아의 왕자: 시간의 모래》 , 《러브 & 드럭스》에서 그의 역할에 대해 더 많이 인정받으며, 골든글로브상 영화 뮤지컬/코미디 부문 최우수 남우주연상 후보로 지명되었고, 이외에도 《소스 코드》 , 《엔드 오브 왓치》, 《프리즈너스》, 《에너미》, 《나이트크롤러》, 《사우스포》와 《녹터널 애니멀스》에 출연했고, 영국 아카데미 영화상(BAFTA) 최우수 남우주연상 후보로 지명되었다. 그 중에서도 《나이트크롤러》로 그의 연기가 비평가들에 호평을 받아 골든글로브상, 미국 배우 조합상(SAG), 영국 아카데미 영화상 최우수 남우주연상 후보로 지명되었다.

## 성장 과정
질런홀은 1980년 12월 19일, 미국 캘리포니아주 로스앤젤레스에서 영화 감독의 스티븐 질런홀, 영화 제작자이자 시나리오 작가의 나오미 포너 질런홀 (결혼 전 성씨는 아치스)의 아들로 태어났다. 형제로는 3살 연상의 누나인 배우 매기 질런홀이 있으며, 영화 《도니 다코》에 함께 출연했다. 스베덴보리로 자란 질런홀의 아버지는 스웨덴인과 잉글랜드인의 후손으로 스웨덴 귀족가문인 질런홀 가문의 후손으로 알려져 있다. 스웨덴에서 태어난 제이크의 마지막 조상은 그의 증조부인 앤데스 레오나르 질런홀이다. 제이크의 어머니는 유대인 집안의 후손으로, 뉴욕에서 러시아와 폴란드 출신의 유대인 가정에 태어났다. 질런홀은 자신이 유대인이라고 생각한다고 말했다. 13세 때 질런홀은 "바르미츠바"(BarMitzvah) 성인식을 받았고, 부모님이 자신의 특권을 누린 라이프 스타일에 대한 감사함을 깨닫기를 원했기 때문에 노숙자 쉼터에서 자원 봉사했다. 그의 부모는 자신을 지원할 여름 일자리가 있다고 주장했으므로 가족 친구가 운영하는 레스토랑에서 근근이 열심히 일했다. 질런홀은 그의 부모가 예술적 표현을 장려했다고 말하며; "나는 일정한 방식으로 나를 지속적으로지지해 준 부모를 두었다. 다른 방법으로 그들은 부족했다. 확실히, 그것은 내 가족이 항상 최고였던 표현과 창조성에 있다."

## 경력

### 초기 경력
어린 시절, 질런홀은 가족과의 깊은 유대 관계로 인해 영화 제작에 정기적으로 노출되었다. 그는 1991년 코미디 영화 《굿바이 뉴욕 굿모닝 내 사랑》에서 빌리 크리스탈의 아들로 데뷔했다. 그의 부모는 1992년 영화 《마이티 덕》에 출연하지 못하게 했는데, 그가 2개월 동안 집을 비울 필요가 있었기 때문이였다. 그 후 몇년 동안, 그의 부모는 역할에 대한 오디션을 허용했지만, 그가 선택되면 정기적으로 그를 데리고 나오지 못하게 했다. 그는 여러 번 아버지의 영화에 출연할 수 있었다. 질런홀은 1993년 영화 《위험한 여인》(누나 매기와 출연)과 1994년 TV 시리즈 《호미사이드》에서의 에피소드 "Bop Gun"과 1998년 코미디 영화 《홈그라운》에 출연했다. 그들의 어머니와 함께 제이크와 매기는 푸드 네트워크의 이탈리아 요리 쇼인 《Molto Mario》의 두 편의 에피소드에 출연했다. 고등학교 3 학년이 되기 전에, 그의 아버지가 연출하지 않은 질런홀이 연기한 유일한 영화는 1993년 영화 《우리 둘이 집 밖에》이었는데, 이 영화는 어린 아이들의 모험을 그린다.
질런홀은 1998년 로스앤젤레스의 하버드 웨스트레이크 스쿨을 졸업한 후, 그의 누나와 그의 어머니가 졸업한 컬럼비아 대학교에 다니면서 동양 종교와 철학을 공부했다. 질런홀은 연기에 집중하기 위해 2년 후에 중퇴했지만 결국 학위를 마칠 의사가 있음을 나타 냈다. 질렌할의 첫 번째 주연 영화는 조 존스톤 감독의 호머 히캠 주니어의 자서전 Rocket Boys을 각색한 《옥토버 스카이》였다. 그는 웨스트 버지니아의 한 청년이 석탄 광부가 되는 것을 피하기 위해 과학 장학금을 받기 위해 노력했다. 이 영화는 3200만 달러를 벌어 들였고, 〈새크라멘토 뉴스 앤 리뷰〉에서 질런홀의 "주목할만한 연기"로 평가 되었다.

### 2001–2004:도니 다코에서 런던 무대에 이르기까지
질런홀의 두 번째 주연 영화 《도니 다코》는 공개 당시 박스 오피스의 성공작이 아니었지만,  결국에는 컬트 영화 애호가들 사이에서 명작으로 손꼽혀졌다. 리처드 켈리 감독의 이 영화는 1988년에 계획 됐으며, 세계가 끝나갈 것이라고 말하는 프랭크라는 이름의 6 피트 (1.8m) 키가 큰 토끼에 대한 환상을 경험하는 십대 역할을 연기했다. 《도니 다코》의 중요한 성공 이후, 질런홀의 다음 역할은 자레드 레토와 함께 2002년 영화 《하이웨이》에서 파일럿 켈슨 역할이였다. 그의 연기에 대해 한 비평가는 "바보 같고 진부하며 곧바로 비디오 출시"라고 혹평했다. 질런홀은 2002년 선댄스 영화제에서 초연한 영화 《굿 걸》에서 제니퍼 애니스톤의 상대 역할로 더 많은 성공을 거두었다. 그는 또한 캐서린 키너와 《러브리 앤 어메이징》에서 주연을 맡았다. 두 영화에서 그는 노인과 무모한 관계를 시작하는 불안정한 역할을 연기했다. 질런홀은 나중에 이것을 "전환기의 십대" 역할로 언급했다. 질런홀은 이후에 데이비드 베터의 실화를 바탕으로 한 로맨틱 코미디 영화 《버블 보이》에서 주연을 맡았다. 이 영화는 주인공 역할의 모험을 그리면서 자신이 잘못된 사람과 결혼하기 전에 자신의 삶에 대한 사랑을 추구하고 있다. 이 영화는 비평가들에 의해 "비어있는, 혼란스럽고, 완전히 맛이 없는 잔혹 행위"라고 혹평했다.
《버블 보이》 다음 작품으로, 질런홀은 《문라이트 마일》에서 그의 약혼자의 죽음과 부모의 슬픔에 대처하는 청년을 연기하며 더스틴 호프먼과 엘런 폼페오의 상대 역할을 맡았다. 혼합 된 리뷰를 받은 이 영화는 그의 여자 친구인 레베카 셰퍼의 살인 사건 이후 작가 겸 감독인 브래드 실버링의 개인적인 경험에 바탕을 두고 있다.
질런홀은 당초 영화 《스파이더맨》의 토비 맥과이어가 허리 부상을 당해 영화 출연이 어렵게 되자, 샘 레이미는 질런홀을 점찍었고 《스파이더맨 2》에서 맥과이어를 대신해 피터 파커 역할에 캐스팅 되었다. 하지만 맥과이어가 재기하면서, 속편에서 질런홀의 출연은 무산되었다. (이후에 《브라더스》에서 형제 역할을 한 배우들은 질런홀이 종종 그를 "스파이더 맨"이라고 부르는 택시 운전사에 대해 농담으로 불평할 정도로 서로 닮았다.) 그 대신 질런홀은 2004년 블록 버스터 《투모로우》에서 데니스 퀘이드가 연기한 주인공의 아들 역할로 출연했다.
그의 연극 무대에서 질런홀은 2002년 개릭 극장에서 케네스 로너건의 리바이벌인 《디스 이스 아워 유스》의 런던 무대에 출연했다. 질런홀은 "내가 바라 보는 모든 배우가 연극을 끝내고 있다. 그래서 나는 그것을 시도해야만 한다는 것을 알았다."라고 말했다. 브로드 웨이에서 중요한 감각이었던 이 연극은 런던의 웨스트 엔드에서 8주 동안 공연 되었다. 질런홀은 비평가들에 호의적인 평을 받으며, 이브닝 스탠다드 씨어터 어워드에서 연극 부문 신인상을 수상하였다.

### 2005–11:브로크백 마운틴과 그 외 역할들

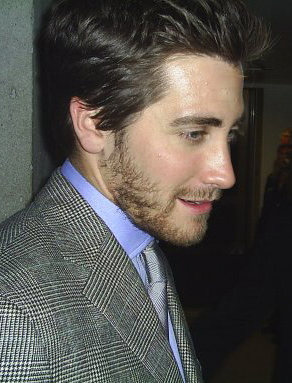
2005년 영화 《프루프》 시사회에서 질런홀

2005년, 질런홀은 비판적으로 칭찬을 받은 영화 《프루프》, 《자헤드: 그들만의 전쟁》과 《브로크백 마운틴》에 출연했다. 귀네스 팰트로, 앤서니 홉킨스와 출연한 《프루프》에서 질런홀은 수학자들의 커뮤니티를 수수께끼 치는 문제에 혁명적인 증거를 발표하도록 팰트로의 역할을 확신시키려는 수학 대학원생을 연기했다. 《자헤드: 그들만의 전쟁》에서 질런홀은 첫 번째 걸프 전쟁 당시 미국의 강력한 해병대원을 연기했다. 그는 또한 블록 버스터 영화 《배트맨 비긴즈》의 배트맨 역할로 오디션을 받았으며 역할을 얻는 것에 가까워졌다. 그러나 크리스찬 베일이 최종적으로 선택되었다.

《브로크백 마운틴》에서 질런홀은 히스 레저가 연기한 청년과 양치는 일을 하게 되면서 만나 1963년 여름을 시작으로 20년 동안 지속되는 이루어질 수 없는 애틋한 사랑을 그린다. 이 영화는 등장 인물의 성적 취향에 대한 의견 차이가 있었지만 종종 "게이 카우보이 영화"라는 속담으로 언론에서 언급되었다. 이 영화는 베네치아 국제 영화제에서 황금사자상을 수상하였고, 4개의 골든글로브상, 4개의 영국 아카데미 영화상(BAFTA)과 3개의 미국 아카데미상을 수상했다. 질런홀은 또한 그의 연기가 비평가들에 호평을 받아 영국 아카데미 영화상(BAFTA)에서 최우수 남우조연상을 수상하였고, 미국 배우 조합상(SAG) 영화 부문 최우수 남우조연상, 새틀라이트상 영화 부문 최우수 남우조연상과 미국 아카데미상 최우수 남우조연상에 후보 지명되었다. 질런홀은 《브로크백 마운틴》의 이안 감독과 작업한 경험에 대해 여러 가지 감정을 표현했지만, 일반적으로 이안의 연출 스타일에 대한 비판보다는 더 많은 찬사를 받았다. 영화 제작이 시작된 후 이안이 배우와의 연결을 끊는 방식에 대해 불평하는 동안 질런홀은 배우에 대한 격려적인 연출과 그 소재에 대한 민감한 접근법에 대해 칭찬을 아끼지 않았다. 2006년 1월 28일 미국 감독 조합상에서 질런홀은 이안에게 "그의 겸손함과 그 주위에 있는 모든 사람에 대한 존중"이라며 찬사를 보냈다.
질런홀은 필리페 페팃의 유명한 스턴트에 관한 모디캐이 저스타인의 저명한 책을 바탕으로 2005년 단편 애니메이션 영화 《쌍둥이 빌딩 사이를 걸어간 남자》의 내레이션을 맡았다. 2007년 1월, 《새터데이 나이트 라이브》의 호스트로 출연했다.
2007년, 질런홀은 데이빗 핀처 감독의 미스터리 스릴러 영화 《조디악》에서 주연을 맡았다. 그는 샌프란시스코 크로니클의 정치 만화가인 로버트 그레이스미스를 연기했다. 그의 역할을 준비하면서 질런홀은 그레이스미스를 만났고 그의 매너리즘과 행동을 연구하기 위해 비디오 테이프로 녹음했다. 질런홀은 2007년 10월 공개된 개빈 후드 감독의 정치 스릴러 영화 《렌디션 (영화)》에서 메릴 스트립, 알란 아킨과 리즈 위더스푼의 상대 역할로 출연했다. 2009년 그는 수산 비어의 2004년 동명의 영화를 리메이크한 짐 쉐리단 감독의 덴마크 영화 《브라더스》에 토비 맥과이어의 상대 역할로 출연했다. 2008년에는 질런홀이 제시카 비엘과 함께 사우스 캐롤라이나에서 촬영하는 코미디 영화 《네일드》와(엑시덴탈 러브라는 제목으로 개봉) 달 착취를 위한 경쟁에 관한 더그 리만의 영화에 출연한다고 발표 되었다. 이듬해 질런홀은 2010년 5월 28일 제리 브룩하이머가 제작한 비디오 게임을 실사화한 디즈니 액션 영화 《페르시아의 왕자: 시간의 모래》와 로맨틱 코미디 영화 《러브 & 드럭스》의 주연을 맡았다. 그는 골든글로브상 영화 뮤지컬/코미디 부문 최우수 남우주연상에 후보 지명 되었다.

### 2012–현재: 계속 된 성공

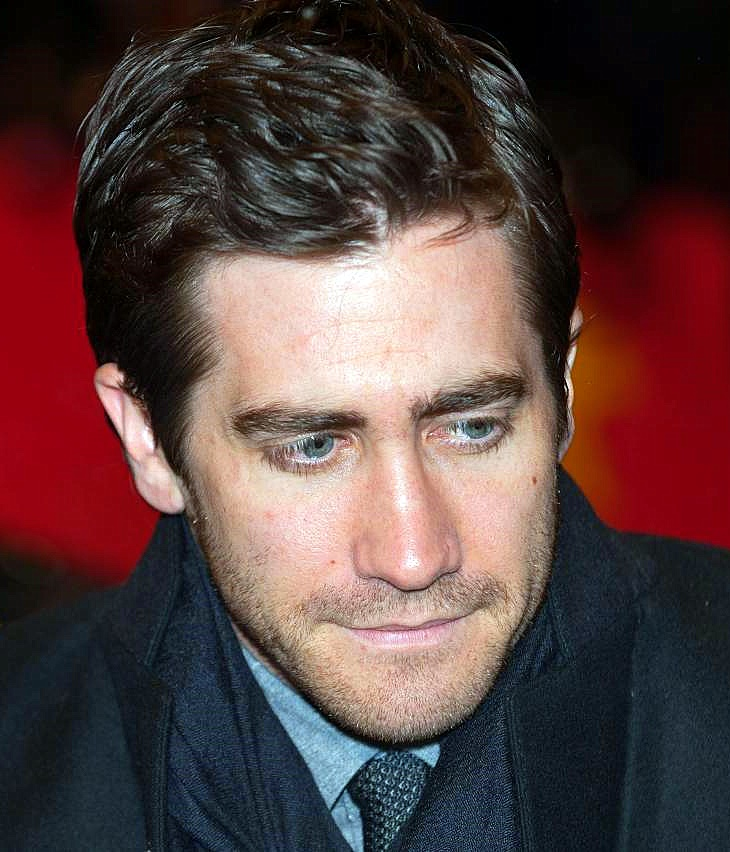
2012년 베를린 국제 영화제에서 질런홀

2012년, 질런홀은 데이비드 에이어 감독의 영화 《엔드 오브 왓치》에서 마이클 페냐와 공동 주연을 맡았다. 이 영화는 2012년 9월 21일에 공개되었고, 평론가 로저 에버트는 인터뷰에서 "최근 몇 년간 최고의 경찰 영화 중 하나이며 공연의 융합과 종종 놀라운 액션", 〈Salon.com〉의 앤드류 오헤이르는 영화는 "제임스 그레이의 《We Own The Night》 이후 가장 훌륭한 경찰 영화였으며 안톤 후쿠아의 기억에 남는《Training Day》이후 가능성이 매우 높다."라고 평했다. 역할을 준비하기 위해 질런홀은 전술 훈련을 받았고 역할의 대사를 확립하는데 도움이 되는 공연자인 마이클 페냐와 함께 실제 경찰에 참가했다. 질런홀의 뉴욕 오프-브로드웨이 데뷔는 2012년 닉 페인이 연출한 라운드어바웃 컴퍼니의《If There Is I Haven't Found It Yet》로 로라 펠스 극장에서 공연 되었다.
질런홀은 2013년 드니 빌뇌브가 감독한 두 편의 영화에 출연했다. 질런홀은 빌뇌브와의 만남을 "나는 형과 만났던 것처럼"이라고 언급했다. 첫 번째 영화인 스릴러 영화 《프리즈너스》에서는 휴 잭맨이 연기하는 아버지 켈러의 두 어린 딸의 납치범을 찾기 위해 나서는 로키라는 형사를 연기했다. 〈롤링 스톤〉의 비평가 피터 트래버스는 질런홀의 영화에서 "예외적인" 성과를 칭찬했다. 그들의 두 번째 작업에서, 질런홀은 스릴러 영화 《에너미》에서 역사 교사이자 도플 갱어로서 이중 역할을 연기했다. 2014년에 그는 범죄 스릴러 영화 《나이트크롤러》에서 제작과 주연을 맡았으며, 그의 연기가 비평가들에 호평을 받아 골든글로브상 영화 드라마 부문 최우수 남우주연상, 미국 배우 조합상(SAG) 영화 부문 최우수 남우주연상, 영국 아카데미 영화상(BAFTA) 최우수 남우주연상에 후보 지명되었다. 질런홀은 새뮤엘 J. 프리드먼 극장에서 공연한 페인의 《Constellations》에서 루스 윌슨으로 2014년 브로드웨이 데뷔를 했다. 2015년에 그는 안톤 후쿠아 감독의 스포츠 드라마 영화 《사우스포》, 발타자르 코루마쿠르 감독의 자연 재난 영화 《에베레스트》, 장 마크 발레 감독의 코미디 드라마 영화 《데몰리션》에서 주연을 맡았다. 그는 2015년 칸 국제 영화제 경쟁부문 심사위원으로도 활동했다. 2016년, 그는 톰 포드 감독의 스릴러 영화 《녹터널 애니멀스》에 출연했다.
질런홀은 1943년 11월 14일 카네기 홀에서 레오나드 번스타인의 획기적인 공연 수행에 관해 링컨 센터의 데이비드 루벤스타인 아트리움에서 2016년 2월 애덤 고프닉의 연단 토론에서 존 모세리와 데이비드 덴비와 합류했다. 지니 테서리와 함께 피아노를 연주했으며 《웨스트 사이드 스토리》의 "Maria"를 불렀다. 그는 2016년 10월 24일부터 26일까지 뉴욕시 센터에서 조지와 함께 공원에서 스티븐 손드 하임/제임스 레이핀 뮤지컬의 일요일 뮤지컬 4 편의 공연에 출연했다. 애너리움 애쉬포드는 "도트", 재커리 리바는 "줄레"를 연주했으며, 2017년 2월부터 질런홀과 애쉬포드는 재개발 된 허드슨 극장에서 브로드웨이에서 자신들의 시티 센터 공연을 재현했다. 그는 2017년 마이클 메이어의 연출에 따라 랜포드 윌슨의 《Burn This on Broadway》에 다시 출연 할 예정이었다. 2016년 10월에 질런홀과의 일정 충돌로 인해 2017-18 시즌까지 제작이 연기 되었다고 발표되었다. 그러나 2017년 12월에 《Burn This》의 새로운 제작은 아담 드라이버와 함께 2019년에 페일 역할로 예정되어 있었다. 질런홀의 제작은 무산되었다고 보고 되었다.
2017년 질런홀은 공상 과학 스릴러 영화 《라이프》에서 우주 비행사인 데이비드 조던 박사 역할로 출연했으며, 액션 모험 영화 《옥자》에서 조연 역할과 영화 《스트롱거》에서 보스턴 마라톤 폭탄 테러 생존자인 제프 바우만을 연기했다. 2018년 그는 폴 다노 감독의 드라마 영화 《와일드라이프》와 서부극 영화 《시스터스 브라더스》에서 주연을 맡았다.
질런홀의 다음 역할은 마블 시네마틱 유니버스의 슈퍼히어로 영화 《스파이더맨: 홈커밍》의 속편인 《스파이더맨: 파 프롬 홈》에서 퀜틴 벡/미스테리오라는 슈퍼 빌런을 연기한다. 영화는 2019년 7월에 개봉되었다.

## 사생활
영화 감독 스티븐 질런홀과 시나리오 작가 나오미 포너 질런홀의 아들인 질런홀은 그의 누나 매기 질런홀도 배우이다. 또한 누나의 배우자인 배우 피터 사스가드까지 모두 영화계에 종사하고 있으며, 《자헤드: 그들만의 전쟁》와 《렌디션》에서 함께 공연하기도 했다. 2006년 12월, 제이크와 그의 누나는 캘리포니아주 인버네스의 유명한 별장과 레스토랑에서 휴가를 보내던 중에 화재를 당해 탈출했었다. 그의 첫 조카 라모나 사스가드는 2006년 10월 3일, 둘째 조카 글로리아 사스가드는 2012년 4월 19일에 태어났다. 질런홀의 대모는 배우 제이미 리 커티스이며, 그는 자신의 대부가 게이 커플임을 여러번 언급하였다. 질런홀은 영화 《브로크백 마운틴》(2006)에 함께 출연한 히스 레저(2008년 사망)와 미셸 윌리엄스의 딸인 마틸다(2005년 10월 28일 출생)의 대부이기도 하다.
질런홀은 2002년부터 2004년까지 2년 동안 배우 커스틴 던스트와 연인관계였다. 이후 2007년 영화 《렌디션 (영화)》에서 공연한 배우 리즈 위더스푼와 연인 관계로 발전해 약 3년간 공식적인 커플로, 항간의 언론을 통해서는 리즈 위더스푼이 약혼반지를 낀채 쇼핑하는 모습이 파파라치에 찍혀 두 사람이 곧 결혼식을 올릴 예정이라고 보도 되었지만, 2009년 11월 두 사람은 결별했음을 발표했다. 2010년 10월, 9살 연하의 가수 테일러 스위프트와 짧은 만남을 가지고, 다음해 2011년 1월에 결별했다. 이후 그는 2013년 7월부터 12월까지 모델 앨리사 밀러와 데이트 하였다.

## 미디어

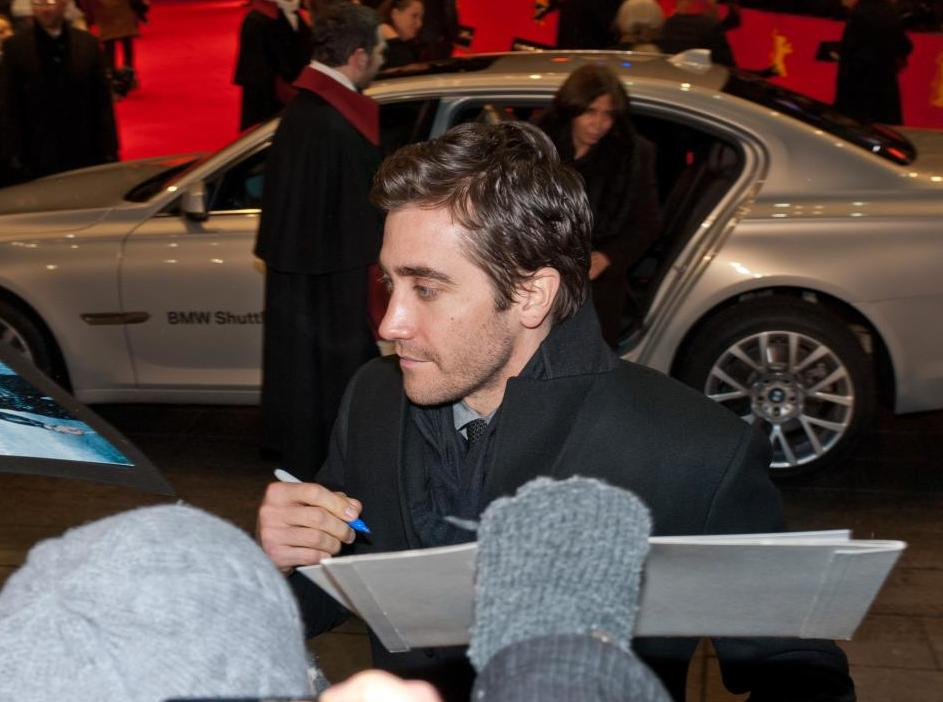
2012년 2월, 제62회 베를린 국제 영화제에서 질런홀

질런홀은 〈피플〉에서 발표한 "가장 아름다운 50명의 인물" 중 하나로 선정되었다. 그는 또한〈피플〉2006년 가장 인기있는 미혼남"에 선정되었다. 수천 명의 게이와 양성애자가 2007년과 2008년 투표한 "AfterElton.com" 핫 100인" 목록에서 질런홀은 연속적으로 1위를 차지했다.
그는 영화에서 게이 역할을 연기한 남자 배우에 대한  〈게이 와이어드 매거진〉의 조사에서 2위를 차지했다. 2012년 4월, 〈Shalom Life〉의 "세계에서 가장 재능있고 지적이며 재미있고 화려한 50인의 유태인 남성" 목록에서 6위를 차지했다.